# Peukalosaari (ö i Södra Savolax, Nyslott, lat 62,14, long 29,02)
Peukalosaari är en ö i Finland. Den ligger i sjön Pyyvesi och i kommunen Enonkoski i den ekonomiska regionen  Nyslotts ekonomiska region  och landskapet Södra Savolax, i den sydöstra delen av landet, 300 km nordost om huvudstaden Helsingfors. Öns area är 2,7 hektar och dess största längd är 220 meter i nord-sydlig riktning.